# Euanthé (lune)
Euanthé (J XXXIII Euanthe) est une une de Jupiter découverte en 2001 (d'où sa désignation temporaire S/2001 J 7).
Elle appartient au groupe d'Ananké, constitué de lunes irrégulières et rétrogrades qui orbitent Jupiter entre 19,3 et 22,7 Gm de distance à des inclinaisons d'environ 150°.
Elle tire son nom de la mère des Charites (ou Grâces), les personnifications des charmes et des joies de la vie (dont Zeus serait le père, d'après certains auteurs, alors que d'autres attribuent leur maternité à Eurydomé). Hésiode a rendu célèbres les Trois Grâces : Euphrosyne (Joie), Aglaé (Splendeur du beau) et Thalie (Floraison).